# Katja Schweder

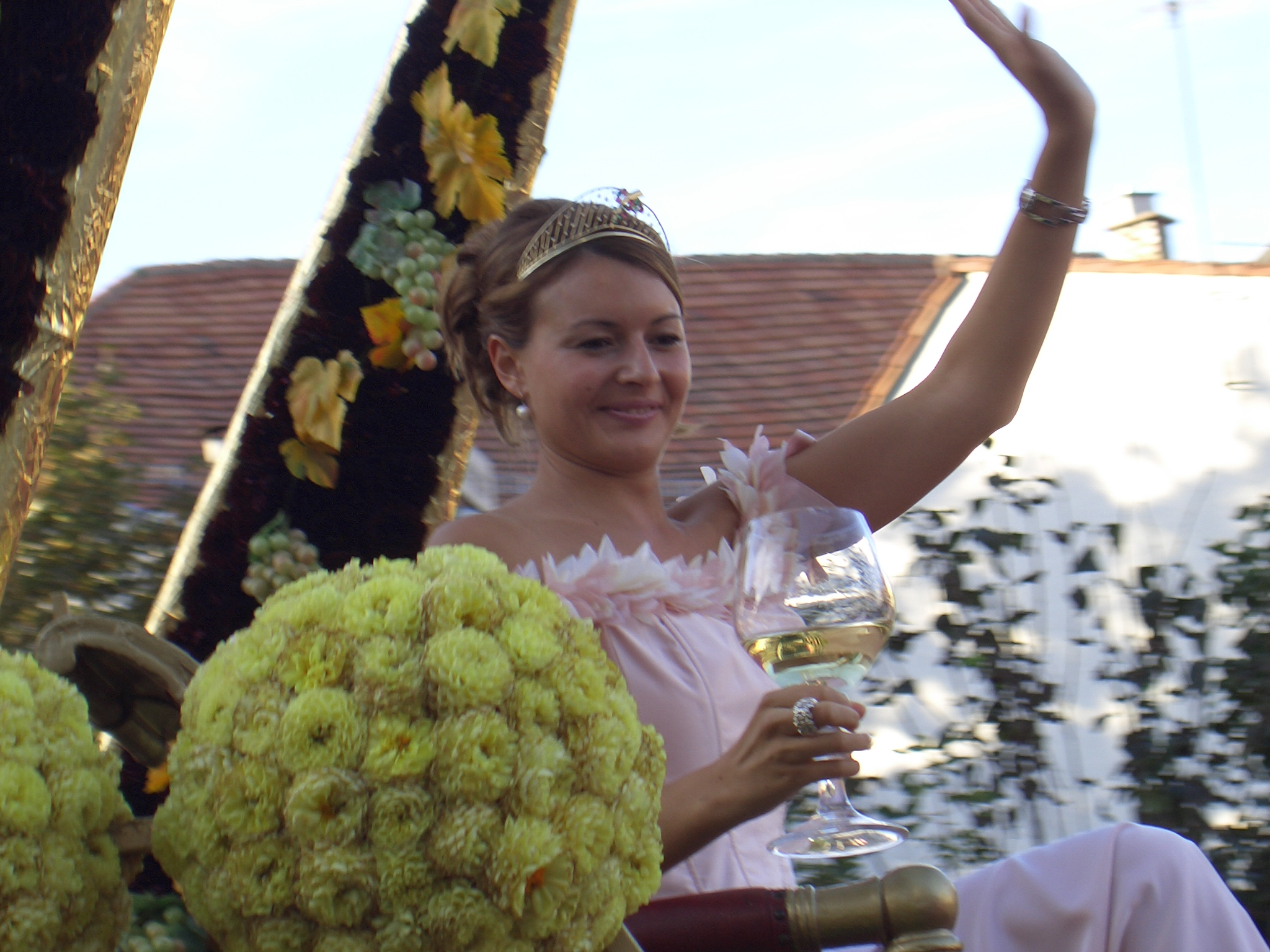
Katja Schweder beim Winzerfestzug in Neustadt

Katja Schweder, später Katja Klohr (* 15. Juni 1980 in Landau in der Pfalz), aus dem Weinbaugebiet Pfalz war die Deutsche Weinkönigin 2006/07. Sie wurde am 6. Oktober 2006 in Dresden als Nachfolgerin von Sylvia Benzinger zur 58. Deutschen Weinkönigin gewählt. Zuvor war sie ein Jahr lang die Gebietsweinkönigin der Pfalz gewesen. Mit Sylvia Benzinger und Katja Schweder wurden – erstmals seit Aufnahme der Wahlen 1949 – zweimal hintereinander Pfälzische Weinköniginnen in das höchste Amt berufen, das die deutsche Weinwirtschaft zu vergeben hat.

## Leben
Katja Schweder stammt aus einer Winzerfamilie in der südpfälzischen Weinbaugemeinde Hochstadt.
Die gelernte Arzthelferin und diplomierte Verwaltungswirtin arbeitete anfangs bei der Deutschen Rentenversicherung Rheinland-Pfalz. In der wöchentlichen Programmbeilage LEO der regionalen Tageszeitung Die Rheinpfalz schrieb Schweder bis Oktober 2006 für die Kolumne „LEO-Lexikon Wein“, in der Fachbegriffe aus der Önologie erklärt wurden. Seit dem 1. Dezember 2007 ist sie für den Weinkeller der BASF tätig. 2009 berief die Stiftung zur Förderung der Literatur in der Pfalz Schweder für zwei Jahre zur Deidesheimer Turmschreiberin. Am 3. Mai 2010 wurde sie in dieses literarische Ehrenamt eingeführt, das vor ihr namhafte Schriftsteller wie Wolfgang Altendorf, Rudolf Hagelstange, Ludwig Harig und Fanny Morweiser bekleidet haben.

## Pfälzische Weinkönigin 2005/2006
Am 30. September 2005 war Schweder in Neustadt an der Weinstraße zur 67. Pfälzischen Weinkönigin gewählt worden. Diese Funktion hatte sie ein Jahr lang ausgeübt und dabei den Pfälzer Wein u. a. bereits bei Reisen nach China, Italien und Estland repräsentiert.

## Deutsche Weinkönigin 2006/2007
Am 6. Oktober 2006 gewann Schweder gegen die zwölf Mitbewerberinnen aus allen deutschen Anbaugebieten die Wahl zur Deutschen Weinkönigin. Als Weinprinzessinnen wurden Barbara Fendel, Industriekauffrau aus Oberwesel, als Vertreterin des Weinbaugebietes Mittelrhein sowie Sandra Soldmann, Physiotherapeutin aus Braunsbedra, als Vertreterin der Saale-Unstrut-Region gewählt. In der Vorentscheidung mit 73 Juroren hatten neben Schweder und den beiden späteren Weinprinzessinnen auch die Gebietsweinköniginnen Anne Mertes (Mosel-Saar-Ruwer) und Simone Landerer (Baden) die Endrunde erreicht; diese wurde ebenfalls öffentlich vor einer kleinen Fachjury ausgetragen.
Die Wahl, zu der mehr als tausend Zuschauer Eintritt gezahlt hatten, fand wegen des 800-jährigen Stadtjubiläums von Dresden ausnahmsweise dort, im Hauptort des sächsischen Weinbaugebietes, statt und nicht wie seit 1949 meist in Neustadt an der Weinstraße. Das Ereignis wurde von mehreren ARD-Anstalten, u. a. von MDR und SWR, live übertragen. Moderiert wurde der Abend von Gunther Emmerlich.
Während ihres Jahres als Deutsche Weinkönigin hatte Schweder den deutschen Weinbau auf etwa 200 Veranstaltungen im In- und Ausland zu vertreten.